# Promises Broken
«Promesas Destruidas» —título original en inglés: «Promises Broken»— es el séptimo episodio de la undécima temporada de la posapocalíptica horror serie de televisión The Walking Dead. El episodio 160 de la serie en general, fue dirigido por Sharat Raju y escrito por Julia Ruchman. "Promises Broken" se lanzó en la plataforma de transmisión AMC+ el 26 de septiembre de 2021, antes de transmitirse en AMC el 3 de octubre de 2021.
En el episodio, Maggie (Lauren Cohan), Negan (Jeffrey Dean Morgan), Gabriel (Seth Gilliam) y Elijah (Okea Eme-Akwari) idean un plan para infiltrarse en Meridian y atacar a los Reapers; Daryl (Norman Reedus) y Leah (Lynn Collins) se encuentran con otro superviviente en una misión de exploración; y Eugene (Josh McDermitt), Ezekiel (Khary Payton), Princesa (Paola Lázaro), y Shira (Chelle Ramos) trabajan por su libertad mientras Yumiko (Eleanor Matsuura) intenta conseguir una reunión con el líder de la Commonwealth. El episodio fue recibido positivamente por la crítica.

## Trama
Maggie, Negan, Gabriel y Elijah, están huyendo de los Reapers, intentan pensar en una manera de entrar a Meridian. Negan insiste en que deberían irse a casa, pero Maggie presiona al grupo para que sigan adelante. Negan promete quedarse con la condición de que él y Maggie estén empatados a partir de ese momento y Maggie acepta de mala gana. Maggie sugiere reunir una horda de caminantes para atacar a Meridian y Negan le enseña al grupo cómo mezclarse con los caminantes y guiar a los rebaños con máscaras, lo que aprendió de los Susurradores.
En la Commonwealth, Eugene, Ezekiel y Princesa sacan a los caminantes de los edificios abandonados con Stephanie como castigo por usar la radio sin autorización. Princesa presiona a Ezekiel, que sufre de cáncer de tiroides, para que vaya al hospital. Mientras tanto, Yumiko intenta programar una reunión con Pamela Milton, la líder de la Commonwealth, pero no puede hacerlo debido a la burocracia de la Commonwealth. El hermano de Yumiko, Tomi, está feliz en su nuevo trabajo como panadero y le ruega que no le cuente a nadie que era cirujano antes del apocalipsis, pero de repente las fuerzas de la Commonwealth lo capturan. Lance Hornsby le dice a Yumiko que si se convierte en consejera legal del gabinete de Pamela Milton, podría liberar a Tomi y sus amigos del servicio comunitario.
Dos Reapers regresan a Meridian e informan a Pope que no pudieron encontrar al grupo de Maggie. Pope se enfurece, pero Leah interviene y asume la culpa. Pope, enojado, ordena a Leah y Daryl que exploren el área nuevamente. Mientras camina solo, Daryl le pregunta a Leah sobre la historia de los Reapers; Leah dice que se llevaron a Meridian porque necesitaban un lugar donde quedarse y que solo están cazando a Maggie para que no intente vengarse. Leah le confía a Daryl que ve a Pope como una figura paterna y que su comportamiento reciente es inusual.
Cuando Ezekiel regresa unos días después, se les asigna una nueva tarea: limpiar a los caminantes a lo largo de un perímetro. Eugene y Stephanie encuentran a Sebastian Milton y su novia siendo atacados por caminantes; sin embargo, cuando salvan sus vidas, Sebastian es un desagradecido. Los dos discuten mientras Stephanie mata a otro caminante que se acerca, y la discusión se intensifica cuando Eugene golpea a Sebastian por su falta de gratitud. Mercer y Lance llegan a la escena y detienen a Eugene después de que Sebastian acusa a Eugene de atacarlo. Eugene es encarcelado, donde Lance le ordena que revele la ubicación de Alexandria o permanecerá en la cárcel.
Daryl y Leah se encuentran con un único superviviente que afirma estar buscando suministros para su esposa enferma. Leah llama por radio a Pope y le pregunta qué hacer y Pope les ordena que maten al sobreviviente y a su familia. El superviviente lleva a Leah y Daryl a su escondite, donde están su esposa y su hijo enfermos. Leah le dice al hombre que se vaya con su hijo y nunca regrese y él obedece mientras Daryl lo mata de misericordia a su esposa. Mientras tanto, en un gran claro del bosque, después de reunir una gran horda, Maggie y Elijah descubren que la hermana de Elijah ha muerto y ha sido reanimada como miembro de su horda.

## Recepción

### Recepción crítica
El episodio recibió críticas positivas. En el agregador de reseñas sitio Rotten Tomatoes, "Promises Broken" tiene una puntuación del 92%, con una puntuación promedio de 7,1 en 12 reseñas. El consenso crítico dice: "Esta entrega de The Walking Dead no contiene muchos mordiscos, pero efectivamente entrelaza hilos dispares de la trama de una manera que promete una gran recompensa muy pronto"
Ron Hogan de "Den of Geek" le dio al episodio 3 de 5 estrellas y escribió que: "Parece desdeñoso llamar a 'Promises Broken' un episodio en el que se pone la mesa, pero eso es lo que es". Hogan elogió la química entre Reedus y Collins, pero sintieron que el episodio estaba en su mayor parte preparado para episodios futuros, y que el episodio en sí es mediocre. Erik Kain para Forbes calificó el episodio como "mucho más fundamentado" que el episodio anterior.

### Calificaciones
El episodio fue visto por 1,89 millones de espectadores en los Estados Unidos en su fecha de emisión original. Marcó un aumento en los ratings respecto al episodio anterior, que tuvo 1,78 millones de espectadores.